# Xiurenbagrus gigas
Xiurenbagrus gigas es una especie de pez de la familia Amblycipitidae en el orden de los Siluriformes. La otra especie perteneciente a este género es Xiurenbagrus xiurenensis.

## Morfología
• Los machos pueden llegar alcanzar los 16,5 cm de longitud total.
- Número de  vértebras: 40-43.[1]

## Hábitat
Es un pez de agua dulce y de clima tropical.

## Distribución geográfica
Se encuentran en Asia: Guangxi (China ).